# Sean Avery
Sean Christopher Avery, född 10 april 1980 i North York, Ontario, är en kanadensisk före detta professionell ishockeyspelare som spelat flera säsonger i NHL. Han representerade klubbarna Detroit Red Wings, Dallas Stars, Los Angeles Kings och New York Rangers. Under säsongen 2011 flyttades han ner för att spela i farmarligan AHL för Connecticut Whale, med vilka han avslutade sin aktiva hockeykarriär efter säsongen 2011/2012. 
Avery är känd som en så kallad "pest" på isen och för sina psykningar av motståndarspelarna. 

## Sean Avery-regeln
Under Stanley Cup-slutspelet 2008 under Rangers matcher mot New Jersey Devils blev Avery uppmärksammad för en taktik han använde. Under ett fem mot tre-power play för Rangers ställde sig Avery framför målet vänd mot Devils målvakt Martin Brodeur och viftade med armarna och klubban framför Brodeurs ansikte bara för att skymma och störa honom och få honom ur balans. Domarna visste inte hur de skulle reagera, då detta egentligen inte är otillåtet men sågs ändå som osportsligt. NHL beslutade den 14 april att detta beteende inte ska vara tillåtet och bestraffas med utvisning. Bland kommentatorer, journalister och fans har denna nya regel kommit att kallas "Sean Avery-regeln".

## Kommentaren om Phaneuf och Cuthbert
Den 2 december 2008, inför en match mellan Dallas Stars och Calgary Flames pratade Avery med journalisterna som samlats. Bland annat kommenterade han det faktum att hans tidigare flickvän Elisha Cuthbert nu är tillsammans med Calgarys back Dion Phaneuf. Han sa då
| ” | "Jag ska säga en sak. Jag är verkligen glad över att vara tillbaka i Calgary. Jag älskar Kanada. Jag vill bara kommentera om hur det i NHL har blivit vanligt för killar att bli kära i mina slampiga ex. Jag vet inte varför det är så, men njut av matchen." | „ |

Som svar på detta valde NHL att stänga av Avery den matchen, och Dallas Stars ledning stod bakom beslutet. Den 5 december beslutade ligan att stänga av Avery ytterligare sex matcher för denna och en del andra kommentarer Avery fält. Dallas Stars meddelade sedan att Avery inte var välkommen tillbaka till laget, men att de ska fortsätta betala hans lön säsongen ut.
Senare under säsongen började Avery träna med AHL-laget Hartford Wolf Pack. I mars 2009 återvände han till NHL och tillbaka till New York Rangers.